# Sirtap
El Sirtap (acrónimo de Sistema Remotamente Tripulado de Altas Prestaciones) es un vehículo aéreo no tripulado de vigilancia y reconocimiento desarrollado conjuntamente por Airbus D&S España y la CIAC Colombiana, cuyo estudio comenzó en el año 2017.
Se trata de una aeronave tripulada de forma remota,  con 7,3 metros de largo, 12 metros de envergadura con las alas desplegadas, una altura de 2,2 metros y un peso de 750 kilos, pensada para misiones de inteligencia, reconocimiento y vigilancia. Este sistema contaría con una potente cámara electróptica e infrarroja y un radar para la detección de los objetivos.
Las primeras unidades se esperan para 2025 y todo indica que podrían tener su ubicación en la Base Aérea de León. Será el sustituto de otros drones con los que cuenta tanto España como Colombia, como el Hermes 450 y el Searcher, respectivamente. En 2023 Serbia manifestó su interés por el Sirtap.

## Características
Las principales características del Sirtap son:
- 7,3 metros de longitud
- 12 metros de envergadura (punta de ala a punta de ala)
- 2,2 metros de altura
- 6.400 metros (21.000 pies) de altitud máxima de vuelo
- 750 kilogramos de peso
- 150 kilogramos de carga máxima
- Puede operar en condiciones desde -40 °C hasta 50 °C
- 20 horas de autonomía en vuelo
- 200 km/h de velocidad máxima
- Puede operar en cualquier pista de 800 metros o más, esté asfaltada o no
- Puede portar armamento

## Usuarios
- Colombia: En febrero de 2024 el Gobierno colombiano invirtió los primeros 16,5 millones de dólares, dicho gobierno tiene planeado la adquisición de 18 drones. Colombia será el país que fabricará todo el conjunto de la cola y el tren de aterrizaje.[6][7]
- España: En julio de 2023 el Gobierno español aprobó la adquisición de 27 drones de este modelo por un valor de 595 millones de euros.[4] El contrato se firmó el 29 de noviembre de 2023.[8]

### Drones similares
- INTA Milano
- Boeing Insitu ScanEagle
- Vigía 2
- MQ-9 Reaper
- EuroMale RPAS